# Batalla de Resaca de la Palma
La Batalla de Resaca de la Palma, conocida en la historia de México como Batalla de la Resaca de Guerrero, fue librada el 9 de mayo de 1846 entre el Ejército Mexicano y el Ejército estadounidense durante la Guerra de Intervención Estadounidense.

## Inicios
Durante la noche del 8 de mayo, después de las bajas sufridas en la batalla de Palo Alto, el General Mariano Arista decidió retirarse a una posición que juzgó más defendible en la Resaca de Guerrero, donde acampó y desplegó a sus tropas esperando el siguiente movimiento del General Zachary Taylor, en lugar de tomar una postura ofensiva. Durante la mañana del 9 de mayo, los 2000 soldados del General Taylor atacaron a una fuerza mexicana marginalmente superior, pues ésta había aumentado a alrededor de 3000 hombres, con los escasos y exhaustos refuerzos que recibió Mariano Arista durante la noche anterior.
Oficialmente como lo marcan las crónicas de los periódicos de la época Arista jugó un mal papel como estratega militar, dejando a la suerte a muchos que conformaban la tropa mexicana, misma que tenía cerca de tres días sin comer y que su composición era en parte de leva, la cual estaba mal armada y no ascendía a 3000 puestos. Los refuerzos que debió haber recibido por parte del ejército de oriente o del centro del país nunca llegaron y las bajas recibidas en la batalla anterior fueron muy cuantiosas al no permitir a las tropas mexicanas que atacaran a bayoneta, arma en la cual estas eran más diestras. Algunos historiadores afirman que Arista no solo fue un mal estratega, también antepuso los intereses personales antes que el deber nacional, puesto que al recibir el nombramiento como comandante del ejército del norte, en vez de partir de inmediato a combatir al enemigo, se quedó algunos días en su hacienda dando el tiempo suficiente para que Taylor pudiera levantar los parapetos para defenderse.
Para el ejército invasor le fue fácil tomar el flanco izquierdo, ya que este se encontraba desprotegido ampliamente debido a las órdenes que había dado Arista. Las fuerzas mexicanas al momento de ser sorprendidas en el ataque por el invasor no sumaban ni 1600, por lo tanto fueron fácilmente destruidas y en la vorágine de la huida se dejaron cerca de 400 soldados heridos en Matamoros.

## Batalla

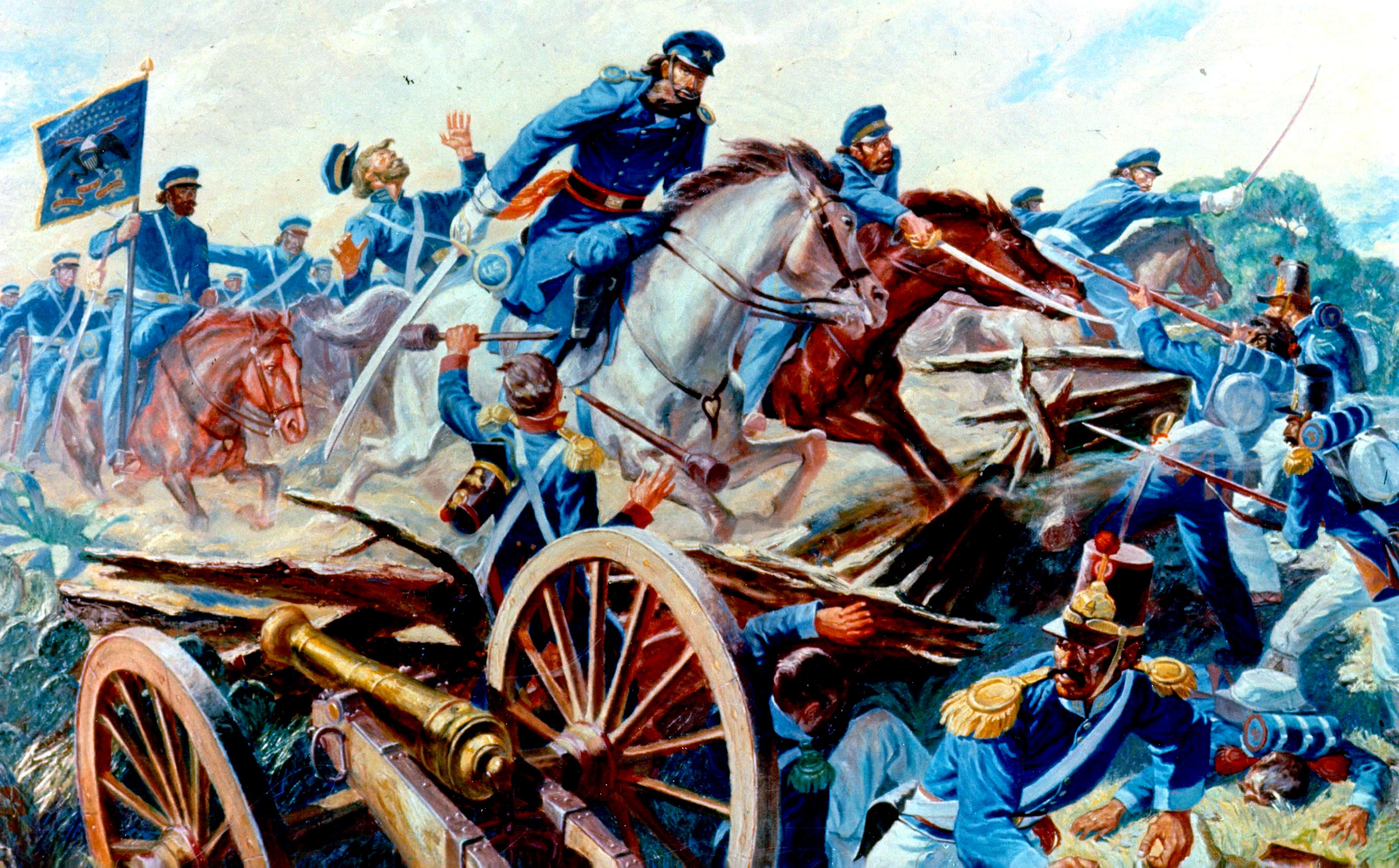
Resaca de la Palma, Texas, 9 de mayo de 1846. Here Captain Charles A. May's squadron of the 2d Dragoons (now 2d Armored Cavalry Regiment) slashed through the enemy lines in an attack that climaxed the opening campaigns of the Mexican War. Their bravery proved that the 2,500 American soldiers under Zachary Taylor had enough self-confidence and pluck to shatter the Mexican force of 6,000 and eject it forever from Texas. Thereafter throughout the war our Army never lacked daring. May's attack order was simple and effective: "Remember your regiment and follow your officers."

Arista creyó que sólo era una finta y se sostuvo en esta evaluación errónea de la batalla, por lo que jamás salió de su tienda a observar por sí mismo la acción y dar las órdenes correspondientes, como era su obligación; a pesar de esto, la resistencia por parte de los mexicanos fue muy decidida, y las fuerzas estadounidenses casi sufrieron un revés antes de que una fuerza de Dragones lograra sorprender el flanco de las líneas mexicanas y forzar una marcha atrás. Aun sin mando, los mexicanos lograron montar dos contraataques sobre la posición estadounidense, pero fueron rechazados y diezmados por la superior artillería del invasor y finalmente, el ejército mexicano tuvo que retirarse del campo de batalla, abandonando un número importante de artillería y pertrechos. Las bajas mexicanas aumentaron en número en la precipitada y desastrosa retirada que ordenó Arista a través del Río Bravo.

## Consecuencias
La deshonra de haber estado muy cerca de la victoria sin conseguirla, por los "errores" tácticos que cometió, causó la destitución fulminante de Mariano Arista como comandante del Ejército del Norte y debió causar también, una revaluación seria de la estrategia mexicana, pero las constantes divisiones internas en el gobierno mexicano evitaron que se le sometiera a proceso y que se pusiera en práctica una estrategia de defensa adecuada durante el resto de la campaña, que honrara el esfuerzo heroico por parte de la tropa mexicana, que tenía que defender a su patria con armamento obsoleto, insuficiente paga y escasez de provisiones por la postración del erario público.